# Kanton Alençon-1
Kanton Alençon-1 (francouzsky Canton d'Alençon-1) je francouzský kanton v departementu Orne v regionu Normandie. Při reorganizaci správního členění reformě kantonů v roce 2014 byl utvořen z části města Alençon a obce Cerisé, do té doby sestával z 17 obcí.